# Lansdale
Lansdale är en kommun av typen borough i Montgomery County i Pennsylvania. Vid 2020 års folkräkning hade Lansdale 18 773 invånare.

## Kända personer från Lansdale
- Russell Hoban, författare
- Peggy March, sångare